# Mellicta melida
Mellicta melida är en fjärilsart som beskrevs av Hans Fruhstorfer 1923. Mellicta melida ingår i släktet Mellicta och familjen praktfjärilar. Inga underarter finns listade i Catalogue of Life.